# آنتونی فارار-هاکلی
آنتونی فارار-هاکلی (انگلیسی: Anthony Farrar-Hockley; ۸ آوریل ۱۹۲۴ – ۱۱ مارس ۲۰۰۶) فرد نظامی اهل بریتانیا بود. وی همچنین برندهٔ جوایزی همچون صلیب نظامی شده‌است.